# Modos de transposición limitada
Los modos de transposición limitada son modos musicales descubiertos por el compositor francés Olivier Messiaen.
Basado en la escala cromática occidental de doce notas, estos modos se componen de varios grupos de notas que se generan a partir de una cierta secuencia de intervalos o módulos generadores, dónde la última nota de cada grupo es la primera nota del siguiente. Como su nombre indica, después de cierto número de transposiciones cromáticas (es decir subiendo o bajando un semitono) cada modo no se puede seguir transportando - la transposición siguiente da por resultado exactamente las mismas notas que las primeras.
Por ejemplo, el primer modo contiene las notas do, re, mi, fa#, sol#, la#, do; transportando este modo hacia arriba un semitono nos da do#, re#, mi#, fax, solx, lax, do#. Transportando esto un semitono más hacia arriba nos daría re, mi, fa#, sol#, la#, si#, re, que es exactamente con lo que comenzamos. En este caso decimos que el primer modo es transportable cromáticamente sólo una vez, es decir: para este modo existen dos únicas transposiciones posibles.
Messiaen encontró maneras de emplear todos estos modos tanto armónica como melódicamente.
- Modo I: se divide en dos grupos de cuatro notas cada uno. El módulo generador contiene 1 tono. Existen dos transposiciones posibles. Esta es la escala de tonos enteros, bastante empleada desde Debussy:

- Modo II (también llamado escala octatónica): se divide en cuatro grupos de tres notas cada uno. El módulo generador contiene ½-1 tonos. Existen tres trasposiciones posibles, como el acorde de séptima disminuida:

- Modo III: se divide en tres grupos de cuatro notas cada uno. El módulo generador contiene 1-½-½ tonos. Existen cuatro transposiciones posibles, como la tríada aumentada:

- Modo IV. se dividen en dos grupos de cuatro, cinco o seis notas cada uno. Existen seis transposiciones posibles, como el intervalo de cuarta aumentada. El módulo generador contiene ½-½-1½-½ tonos:

- Modo V: el módulo generador es ½-2-½ tonos

- Modo VI: el módulo generador es 1-1-½-½ tonos:

- Modo VII: el módulo generador es ½-½-½-1-½ tonos:

La simetría inherente a estos modos (que significa que ninguna nota se puede percibir como la tónica), junto con ciertos recursos rítmicos, tales como el uso de ritmos no retrogradables, los describe Messiaen como lo que contiene «el encanto de las imposibilidades».[cita requerida]

https://es.scribd.com/document/658887605/Modos-temperados
- Datos: Q1321851
- Multimedia: Modes of limited transposition / Q1321851